# 進化論 (摔角)
進化論（英語：Evolution），是一個已解散的職業摔角反派團隊，於2003年至2005年間在世界摔角娛樂（WWE）下的WWE Raw品牌節目中活躍，全盛時期為2003年的世界末日大賽，當時所有的進化論成員都擁有一個冠軍腰帶頭銜。成員包括瑞克·福萊爾、Triple H、巴帝斯塔及蘭迪·歐頓。
2004年夏日衝擊大賽後，蘭迪·歐頓被逐出該團隊，之後在2005年，巴帝斯塔也因為威脅到Triple H的世界重量級冠軍腰帶而與Triple H反目。最後Triple H也背叛了瑞克·福萊爾，進化論就此解散。
進化論於2014年4月14日WWE Raw節目中，Triple H、巴帝斯塔及蘭迪·歐頓重組團隊對付神盾軍（The Shield）。

## 合體技
- RKO與巴帝斯塔炸彈摔

團隊重組之後的雙人終結技，先使出坐式炸彈摔招式將對手舉起，在摔的過程中以RKO方式接力，達到雙重落下的效果。

## 外部連結
- WWE官方網站 Triple H資料 （页面存档备份，存于）
- WWE官方網站 瑞克·福萊爾資料 （页面存档备份，存于）
- WWE官方網站 蘭迪·歐頓資料 （页面存档备份，存于）
- WWE官方網站 巴帝斯塔資料 （页面存档备份，存于）